# Ernő Dohnányi
Ernő Dohnányi, conegut també amb el nom alemany d'Ernest von Dohnányi (Pózsony, Àustria-Hongria, avui Bratislava, Eslovàquia, 27 de juliol de 1877 – Nova York, Estats Units, 9 de febrer de 1960), fou un destacat pianista, director d'orquestra i compositor hongarès.
Hi ha qui compara la seva versatilitat estilística amb la del compositor també hongarès i anterior Franz Liszt.

## Biografia[2]
Dohnányi s'inicià des de molt infant en el món musical amb el seu pare, professor de matemàtiques, i amb l'organista local de l'església i amic de la família.
Va estudiar a la Reial Acadèmia de Música de Budapest a partir de 1894, on es va estrenar la seva primera simfonia el 1897. Hi va estudiar piano amb Thóman i composició amb Koessler. Va fer el seu debut com a pianista el 1898 a Londres sota la batuta de Hans Richter. Un any després, el 1899, el seu Concert per a piano i orquestra op. 5 va guanyar el premi Bossendorfer en la categoria de composició per a piano.
Va ser professor a l'Acadèmia de la Música de Berlín entre 1908 i 1915, així com director de l'Orquestra Filharmònica de Budapest i director associat de l'Acadèmia de Música de Budapest, el 1919.
El 1931, Dohnányi era director musical de la ràdio hongaresa.
El 1948, es va exiliar d'Hongria per causes polítiques, ja que el nou règim comunista estava en contra de les seves idees i accions durant el període de preguerra. La seva música hi va estar censurada durant 10 anys. A Argentina es va dedicar a l'ensenyança i a partir de 1949 va mantenir la posició de compositor resident a la Universitat de Florida.
El 1955 va esdevenir un ciutadà dels EEUU.

## Estil musical
La música de Dohnanyi està fonamentalment influenciada per l'obra de Johannes Brahms. El seu estil és romàntic tarda i conservador, pel que a partir de 1910 va ocupar un lloc menor en l'entorn de la música contemporània hongaresa, al costat d'autors com Béla Bartók.

## Obra
El repertori de Dohnányi inclou, entre d'altres, les "Variacions sobre una cançó de cura" per a piano i orquestra, Ruralia hungarica per a violí i piano, tres simfonies, un ballet, la "Suite" en fa sostingut menor, tres òperes, el quartet de corda núm. 2 i dos quintets amb piano

### Obres escèniques
- Der Schleier der Pierrette (El vel de Pierrette), pantomima en tres parts (llibret basat en Arthur Schnitzler), op. 18 (1909)
- Tante Simona (La tia Simona), òpera còmica en un acte (llibret de Victor Heindl), op. 20 (1912)
- A vajda tornya (La torre del voivoda), òpera romàntica en tres actes (llibret de Viktor Lányi, basat en Hans Heinz Ewers i Marc Henry), op. 30 (1922)
- A tenor (El tenor), òpera còmica en tres actes (llibret d'Ernő Góth i Carl Sternheim, basat en Bürger Schippel de Carl Sternheim), op. 34 (1927)

### Obres corals
- Szegedi mise (Missa de Szeged, també coneguda com a Missa in Dedicatione Ecclesiae), op. 35 (1930)
- Cantus vitae, cantata simfònica, op. 38 (1941)
- Stabat Mater, op. 46 (1953)

### Obres orquestrals
- Simfonia en fa major (1896, inèdita) - Premi del Rei d'Hongria el 1897[3]
- Simfonia núm. 1 en re menor, op. 9 (1901)
- Suite en fa sostingut menor, op. 19 (1909)
- Ünnepi nyitány (Obertura festiva), op. 31 (1923)
- Ruralia hungarica (basada en melodies populars hongareses), op. 32b (1924)
- Szimfonikus percek (Minuts simfònics), op. 36 (1933)
- Simfonia núm. 2 en mi major, op. 40 (1945, revisada 1954-1957)[4]
- Rapsòdia americana, op. 47 (1953)

### Instrument solista i orquestra
- Concert per a piano núm. 1 en mi menor, op. 5 (1898) (el tema inicial s'inspira en la simfonia núm. 1 de Brahms)
- Konzertstück (Peça de concert) en re major per a violoncel i orquestra, op. 12 (1904)
- Variacions sobre una cançó infantil (Variationen über ein Kinderlied) per a piano i orquestra, op. 25 (1914)
- Concert per a violí núm. 1 en re menor, op. 27 (1915)
- Concert per a piano núm. 2 en si menor, op. 42 (1947)
- Concert per a violí núm. 2 en do menor, op. 43 (1950)
- Concertino per a arpa i orquestra de cambra, op. 45 (1952)

### Música de cambra i instrumental
- Quartet de corda en re menor, 1893 (inèdit, manuscrit a la British Library) (Grymes, Ernst von Dohnányi: A Bio-bibliography, p. 32)
- Sextet de corda en si bemoll major, 1893 (revisat el 1896, revisat i estrenat el 1898. Enregistrat per Hungaroton, 2006.) (Grymes, p. 32)
- Minuet per a quartet de corda, 1894 (Grymes, p. 32. Manuscrit a la Biblioteca Nacional Széchényi)
- Quartet per a piano en fa sostingut menor (1894)
- Quintet per a piano núm. 1 en do menor, op. 1 (1895)
- Quartet de corda núm. 1 en la major, op. 7 (1899)
- Sonata en si bemoll menor per a violoncel i piano, op. 8 (1899)
- Serenata en do major per a trio de corda, op. 10 (1902)
- Quartet de corda núm. 2 en re bemoll major, op. 15 (1906)
- Sonata en do sostingut menor per a violí i piano, op. 21 (1912)
- Quintet per a piano núm. 2 en mi bemoll menor, op. 26 (1914)
- Quartet de corda núm. 3 en la menor, op. 33 (1926)
- Sextet en do major per a piano, cordes i vents, op. 37 (1935)
- Ària per a flauta i piano, op. 48, núm. 1 (1958)
- Passacaglia per a flauta sola, op. 48, núm. 2 (1959)

### Piano
- Quatre peces, op. 2 (1897, pub. 1905)
- Valsos en fa sostingut menor per a quatre mans, op. 3 (1897)
- Variacions i fuga sobre un tema d’E[mma].G[ruber]., op. 4 (1897)
- Gavotte i Musette (WoO, 1898)
- Albumblatt (WoO, 1899)
- Passacaglia en mi bemoll menor, op. 6 (1899)
- Quatre rapsòdies, op. 11 (1903)
- Winterreigen, op. 13 (1905)
- Humoresque en forma de suite, op. 17 (1907)
- Tres peces, op. 23 (1912)
- Fuga en re menor per a mà esquerra (WoO, 1913)
- Suite en la menor "Suite en l’estil antic", op. 24 (1913)
- Sis estudis de concert, op. 28 (1916)
- Variacions sobre una cançó popular hongaresa, op. 29 (1917)
- Pastorale sobre una cançó de Nadal hongaresa (WoO, 1920)
- Valsos nobles, arranjament de concert per a piano (sobre Schubert, D. 969) (WoO, 1920)
- Ruralia hungarica, op. 32a (1923)
- Vals per a piano de "Coppélia" de Delibes (WoO, 1925)
- Sis peces, op. 41 (1945)
- Suite de valsos, per a dos pianos, op. 39a (1945)
- Vals coix per a piano sol, op. 39b (1947)
- Tres peces singulars, op. 44 (1951)
- Dotze breus estudis per al pianista avançat (1951)